# Vicente Belmonte
Vicente „Varf“ F. Belmonte, Jr. ist ein philippinischer Politiker der Liberal Party (LP), der seit 2007 Mitglied des Repräsentantenhauses ist.

## Leben
Belmonte absolvierte nach dem Schulbesuch ein Studium der Betriebswirtschaftslehre an der University of Santo Tomas, das er 1977 mit einem Bachelor of Science (B.S. Major in Business Administration) abschloss. Danach arbeitete er als Handelsvertreter für das Pharmaunternehmen Boehringer Ingelheim, ehe er sich 1986 selbstständig machte und bis zum 30. Juni 2004 Präsident der VFB Corporation war.
Seine politische Laufbahn begann Belmonte, als er am 1. Juli 2004 Mitglied des Stadtrates (Sangguniang Panglungsod) von Iligan City wurde und diesem bis zum 30. Juni 2007 angehörte. Bei der Parlamentswahl vom 14. Mai 2007 wurde er für die Liberal Party (LP) erstmals zum Mitglied des Repräsentantenhauses gewählt und vertrat dort zunächst den Wahlkreis Lanao del Norte 1st District. Bei der Parlamentswahl vom 10. Mai 2010 trat er im neugeschaffenen Wahlkreis Iligan City Lone District an und wurde er mit 86.786 Stimmen (92,2 Prozent) wiedergewählt und konnte sich damit gegen den Parteilosen Samson Dajao durchsetzen, auf den 4.550 Wählerstimmen (4,83 Prozent) entfielen.
Er wurde bei der Parlamentswahl vom 13. Mai 2013 wiedergewählt und konnte sich gegen mehrere Mitbewerber durchsetzen. In der derzeitigen, von 2013 bis 2016 dauernden 16. Legislaturperiode ist er Vorsitzender des Parlamentsausschusses für gefährliche Drogen (Committee on Dangerous Drugs). Dieser ist zuständig für alle Angelegenheiten, die sich unmittelbar und grundsätzlich mit unerlaubten verbotenen Drogen, kontrollierten Vorstufen und wesentlichen Chemikalien beschäftigen. Daneben befasst sich der Ausschuss mit Produktion, Herstellung, Nutzung und Handel derartiger Stoffe sowie mit der Rehabilitierung und Behandlung von Drogenabhängigen. Am 11. Dezember 2014 wurde auf ihn in Laguindingan ein Attentatsversuch verübt, bei dem drei seiner Begleiter ums Leben kamen. Als möglicher Hintergrund des Attentats nannte der Gouverneur der Provinz Zamboanga del Sur, Antonio Cerilles, Belmontes Einsatz gegen Drogenkriminalität.
Da Belmonte die Höchstgrenze der konsekutiven Wählbarkeit von neun Jahren erreicht hat, darf er bei den kommenden Parlamentswahlen am 9. Mai 2016 nicht erneut kandidieren, und wird somit aus dem Repräsentantenhaus ausscheiden. Ursprünglich hatte er beabsichtigt, für das Amt des Bürgermeisters von Iligan City zu kandidieren, zog diese Kandidatur am 16. November 2015 zugunsten seines Parteifreundes und bisherigen Vize-Bürgermeisters Ruderic Marzo zurück.